# Sam Michael
David Samuel Michael (Australia Occidental, 29 de abril de 1971), conocido como Sam Michael, es un ingeniero y dirigente deportivo australiano que trabajó como director deportivo en McLaren, escudería de Fórmula 1. Nació en Australia Occidental y se crio en Canberra. Después de estudiar ingeniería mecánica en la Universidad de Nueva Gales del Sur con una tesis sobre adquisición de datos para los sistemas de los coches de carreras, trabajó con el equipo Fórmula Holden. El dueño del equipo, Gregg Siddle, lo empleó en una base a tiempo parcial para que Michael pudiera continuar sus estudios.
Michael fue contratado por Lotus en 1993. Después de que Team Lotus se declarara en quiebra en 1994, Gary Anderson, el diseñador jefe de Jordan Grand Prix, requirió los servicios de Michael. Sam estableció el equipo del departamento de investigación y desarrollo. Pasó dos años trabajando en la fábrica de Jordan en la adquisición de datos.
En 1997, Michael se unió al equipo de pruebas de Jordan. En 1998, fue ascendido a ingeniero de carrera de Ralf Schumacher. Cuando el alemán se fue a Williams en 1999, Sam pasó a trabajar con Heinz-Harald Frentzen. Esta asociación fue exitosa, resultando en una victoria en el Gran Premio de Francia, y luego otra vez en el Gran Premio de Italia.
En el año 2001, Frank Williams trajo a Michael al equipo Williams como Ingeniero de Operaciones Senior. Se hizo cargo de la responsabilidad de la gestión de los ingenieros en las carreras y pruebas.
En mayo de 2004, Michael fue ascendido a director técnico de Williams, cuando Patrick Head pasó a dirigir la investigación del equipo y la división de desarrollo.
Tras el peor inicio de temporada en la historia de Williams, Michael renunció a su cargo en el equipo a principios de mayo de 2011. En las últimas cinco carreras se unió a McLaren, pero no se convirtió en su director deportivo hasta el inicio de 2012.
La labor de Michael en McLaren estuvo en entredicho tras una serie de errores en los pit stop, obligando a Martin Whitmarsh a tener que salir a defender a Michael.
En octubre de 2014, se anuncia que Michael dejaría la escudería al acabar la temporada.